# Feminismo

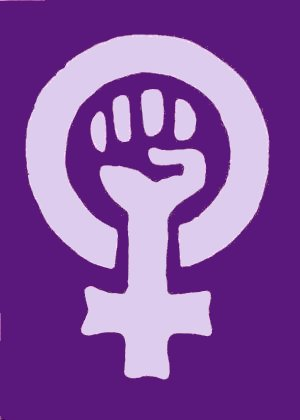
Uno de los símbolos del movimiento feminista alemán, a partir de la década de 1970.

El feminismo es un movimiento político y social, una teoría política y una perspectiva filosófica que, según la RAE, postula el «principio de igualdad de derechos de la mujer y el hombre». De acuerdo con ONU Mujeres, el feminismo en principio lucha por la equidad de género y por el reconocimiento de las mujeres como personas físicas y sujetos de derecho. Asimismo, sostiene que ningún ser humano debe ser privado de bien o derecho alguno a causa de su sexo y busca conseguir que las mujeres tengan iguales libertades que los hombres, además de eliminar la violencia sistemática contra la mujer.
Surgió alrededor del siglo XVIII con la publicación de la obra Declaración de los Derechos de la Mujer y de la Ciudadana de Olympe de Gouges en 1791 y la Vindicación de los derechos de la mujer, de Mary Wollstonecraft en 1792, y ha tenido un importante desarrollo teórico, político y filosófico desde entonces. El feminismo centra su análisis en el rol del patriarcado en estructurar las relaciones desiguales de poder entre varones y mujeres. En el movimiento, también se realiza una crítica de la visión androcéntrica de la sociedad, a la que busca transformar para conseguir sus objetivos de una sociedad más justa e igualitaria.
Como movimiento social ha buscado promover los derechos de las mujeres basándose en su sexo, incluyendo derechos civiles y políticos como votar y ocupar cargos públicos; derechos económicos como recibir igual remuneración por igual trabajo, ejercer las potestades propias del derecho privado, tales como suscribir contratos, derechos sociales como recibir una educación, ejercer sus derechos reproductivos y proteger a otras mujeres de diferentes formas de violencia como el abuso fisico y el acoso sexual. También ha jugado un rol importante en denunciar y cambiar los estereotipos de género que muchas limitan la vida de las personas. A medida que el movimiento feminista adquirió relevancia en el mundo académico, fue generando un cuerpo teórico que ha dado lugar a la aparición de disciplinas como, por ejemplo, la geografía feminista, la historia del feminismo o los estudios de género. La filosofía política feminista sirve como campo para desarrollar nuevos ideales, prácticas y justificaciones sobre cómo deberían organizarse y reconstruirse las instituciones. También se han formado por grupos organizados, desarrollándose históricamente en una sucesión de etapas o fases, a las se ha denominado «olas». En cada fase u «ola» se han desarrollado ideas y conceptos, teorías, estrategias, acciones y corrientes muy diversas, por lo que se utiliza, en algunos casos la noción de «feminismos» para denotar esa diversidad. Como movimiento de transformación de la sociedad, tiene una vocación de influencia sobre la forma en la que se conceptualiza la realidad y en el discurso científico.
A lo largo de los años se han desarrollado numerosos movimientos e ideologías feministas que representan distintos puntos de vista y objetivos. Tradicionalmente, desde el siglo XIX, el feminismo liberal de la primera ola que buscaba la igualdad política y jurídica a través de reformas dentro del marco de la democracia liberal se contraponía a los movimientos de mujeres proletarias del movimiento obrero que, con el tiempo, se convirtieron en el feminismo socialista y el feminismo marxista basados en la teoría de la lucha de clases. Desde la década de 1960, ambas tradiciones se contraponen también al feminismo radical, que surgió del ala radical del de la segunda ola del feminismo y que reclama una reordenación radical de la sociedad para eliminar al supremacismo masculino. Estas tres corrientes se denominan a veces como las «tres grandes» escuelas de pensamiento feminista.
Desde finales del siglo XX, han surgido muchas formas nuevas de feminismo, siendo algunas de las mismas criticadas por tener en cuenta únicamente las perspectivas de las mujeres blancas, de clase media y/o clase alta, con estudios universitarios, heterosexuales o cisgénero. Estas críticas han llevado a la creación de formas de feminismo étnicamente específicos o multiculturales, como el feminismo negro y el feminismo interseccional.
Algunos sectores del movimiento, especialmente los alineados con el feminismo radical, han sido criticados por cometer vandalismo, y han sido catalogadas como grupos de odio por promover actitudes y prejuicios sexistas, transfóbicas o racistas. con vínculos al supremacismo femenino.

## Etimología

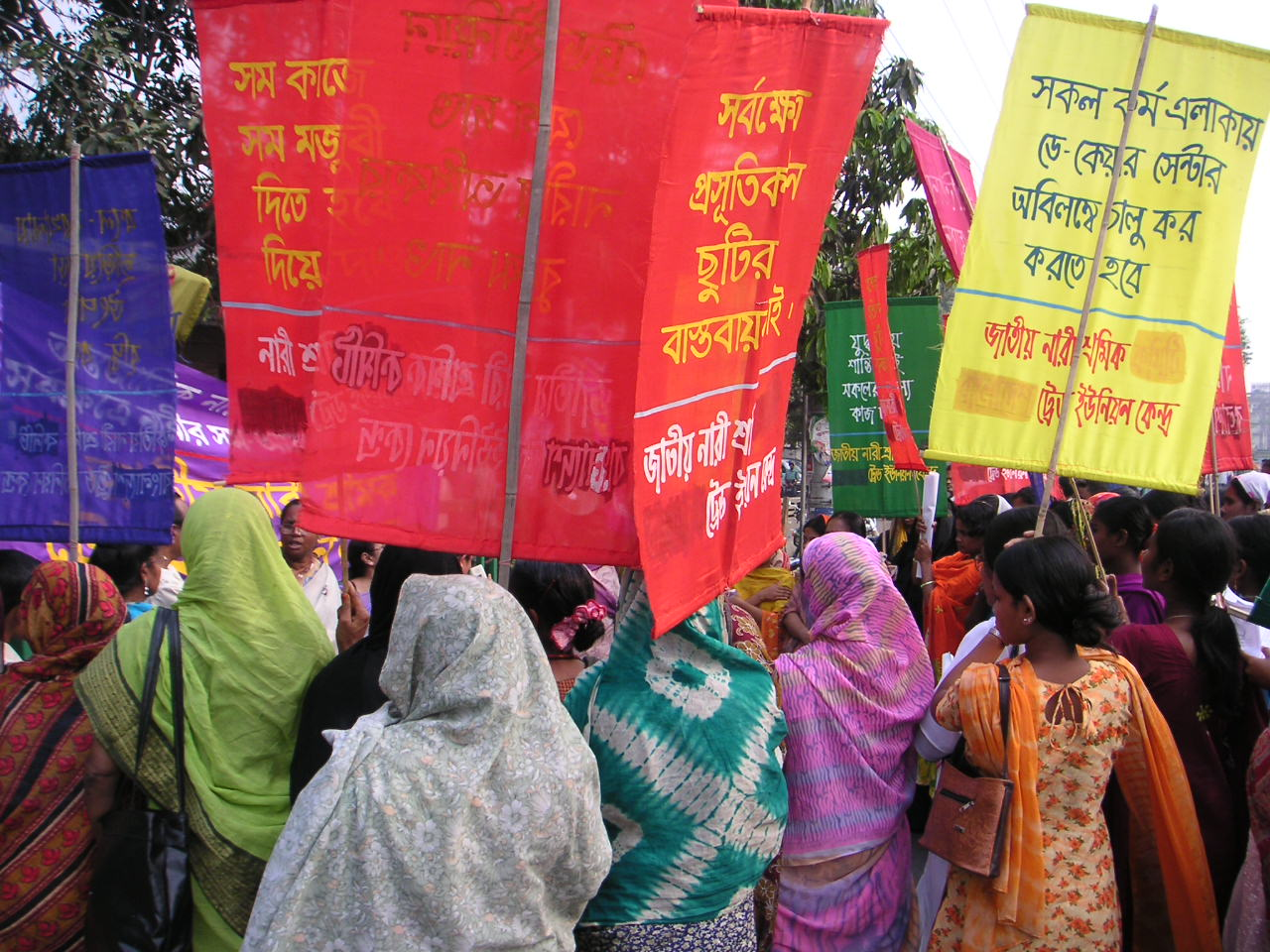
Acto por el Día Internacional de la Mujer en Daca, Bangladés, el 8 de marzo de 2005, organizado por el Centro Nacional de Trabajadoras.

Aunque el tema de la igualdad se trataba en publicaciones del siglo XVII, como De l'Égalité des hommes et des femmes (1622), de Marie Le Jars de Gournay o De l'Egalité des deux sexes (1673), de François Poullain de la Barre, el neologismo francés féminisme se formó a finales del siglo XIX, a partir de la palabra latina «femina» y el sufijo «isme». El primer uso del término, aunque con un significado distinto, se produce en 1871, cuando un estudiante de medicina, Ferdinand-Valérie Fanneau de la Cour, lo utilizó en su tesis, Du fèminisme et de l'infantilisme chez les tuberculeux (Del feminismo y el infantilismo en los tuberculosos), para referirse a la patología que aquejaba a los varones que sufrían de este mal. Según su tesis, se producía una detención del desarrollo del cuerpo, lo que derivaba en el debilitamiento del individuo enfermo, y, finalmente, se presentaba una feminización del cuerpo masculino. Es poco probable, sin embargo, que se diseminara este término, tanto por su contexto como por la coyuntura en el que se produce.
Meses después, en 1872, Alexandre Dumas hijo, escritor y dramaturgo, retomó el término, ahora con un sentido político, en sus panfletos «Feminismo» y «El hombre-mujer» para desprestigiar a los varones que apoyaban decididamente el movimiento de mujeres que demandaban el acceso a sus derechos ciudadanos. Según la historiadora y filósofa francesa Geneviéve Fraisse, Dumas utilizó el término feminismo en el marco de un debate sobre temas como el adulterio y el divorcio. No fue hasta la década de 1880, cuando Hubertine Auclert, sufragista francesa, retomó el término, ahora con una connotación dirigida a los movimientos que buscaban la justicia social y política para las mujeres.
Por su parte, el Diccionario de la lengua española recoge por primera vez el neologismo en 1914 y no modifica la definición hasta 1992 (del latín femĭna, mujer, hembra, e -ismo).[cita requerida] Hasta la 22.ª edición publicada en 2001 ha definido feminismo como «doctrina social favorable a la mujer, a quien concede capacidad y derechos reservados antes a los hombres». En su segunda acepción, movimiento que exige para las mujeres iguales derechos que para los varones. Esta segunda acepción la incorpora la edición de 1992. La edición actualizada, define feminismo (l fr. féminisme, y este del lat. femĭna 'mujer' y el fr. -isme '-ismo') como principio de igualdad de derechos de la mujer y el hombre.Y como movimiento que lucha por la realización efectiva en todos los órdenes del feminismo.
Se reconocen varias modalidades de feminismo, entre otras: el feminismo cultural, el feminismo liberal, el feminismo radical, el ecofeminismo, el anarcofeminismo, el feminismo de la diferencia, el feminismo de género, el feminismo de la igualdad, el feminismo marxista, el feminismo socialista, el feminismo separatista, el feminismo filosófico, el feminismo islámico, y el feminismo lésbico. Todo ello hace que se hable de «feminismos» (en plural) y no de un solo «feminismo». En esta línea, se define feminismo como el conjunto heterogéneo de ideologías y de movimientos políticos, culturales y económicos que tienen como objetivo la igualdad de derechos entre varones y mujeres.

## Cronología

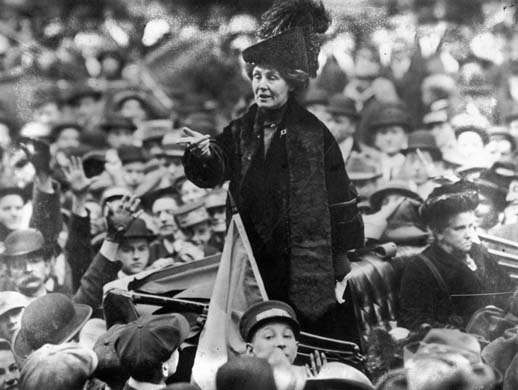
Después de vender su casa, Emmeline Pankhurst, en la foto en la ciudad de Nueva York en 1913, viajó constantemente, dando discursos en toda Gran Bretaña y Estados Unidos.

Los estudios feministas europeos, entre los que destacan los que se realizan en idioma español, distinguen como primera fase la del feminismo e Ilustración, también llamada la polémica feminista.
Una de las primeras mujeres filósofas con principios feministas fue Hiparquía, esposa de Crates de Tebas. Era miembro de la escuela cínica, por lo que se despojó de sus posesiones, familia y comportamiento acuerdo a la sociedad, dejó el rol tradicional dado a la mujer y comenzó a vestir ropa de hombre a modo de no seguir las tradiciones de la sociedad griega. Teodoro el Ateo, que se reía de ella, le preguntó por qué no se dedicaba a las tareas propias de su sexo. Hiparquía, consciente de lo que podía haber de revolucionario en su actitud, le respondió: «¿Crees que he hecho mal en consagrar al estudio el tiempo que, por mi sexo, debería haber perdido como tejedora?».
Si bien las polémicas sobre la mujer se remontan hasta la Edad Media y aunque arrancan con el preciosismo, siendo de destacar la obra de Poullain de la Barre (1673), es en el siglo XVIII cuando la polémica sobre igualdad y diferencia entre los sexos se plantea con un discurso crítico, a través de la filosofía de la Ilustración, que era contemporánea. El detonante fue la publicación de la Declaración de los Derechos de la Mujer y de la Ciudadana de Olympe de Gouges en 1791 y la obra Vindicación de los derechos de la mujer, de Mary Wollstonecraft (1792). La segunda ola fue el feminismo liberal sufragista, centrado en el derecho al sufragio y a la educación. Fue un interregno, después de las Guerras, con la llamada mística de la feminidad. La tercera ola comienza en los años setenta con lo que las feministas llamaron «el malestar que no tenía nombre», y el análisis del patriarcado, los techos de cristal, así como la situación de las mujeres en el resto del planeta donde no se reconocen los derechos humanos que se declararon universales e inalienables. En esta tercera ola sigue el feminismo, que es un internacionalismo, en la segunda década del siglo XXI.
Otra cronología distingue la primera ola, que apareció a finales del siglo XIX y principios del XX y se centró mayormente en el logro del derecho al sufragio femenino; la segunda ola aparece en los años 60 y 70 y se centra en la liberación de la mujer; por último, la tercera ola comienza en los años 1990 y se extiende hasta hoy en día, y constituye una continuación y una reacción a las lagunas que se perciben en el feminismo de la segunda ola.

### Protofeminismo, feminismo premoderno y memorial de agravios

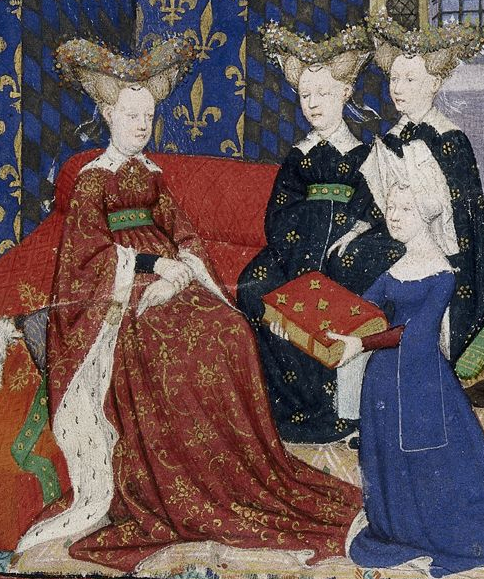
Christine de Pizan presenta su libro a la reina Isabel de Baviera.

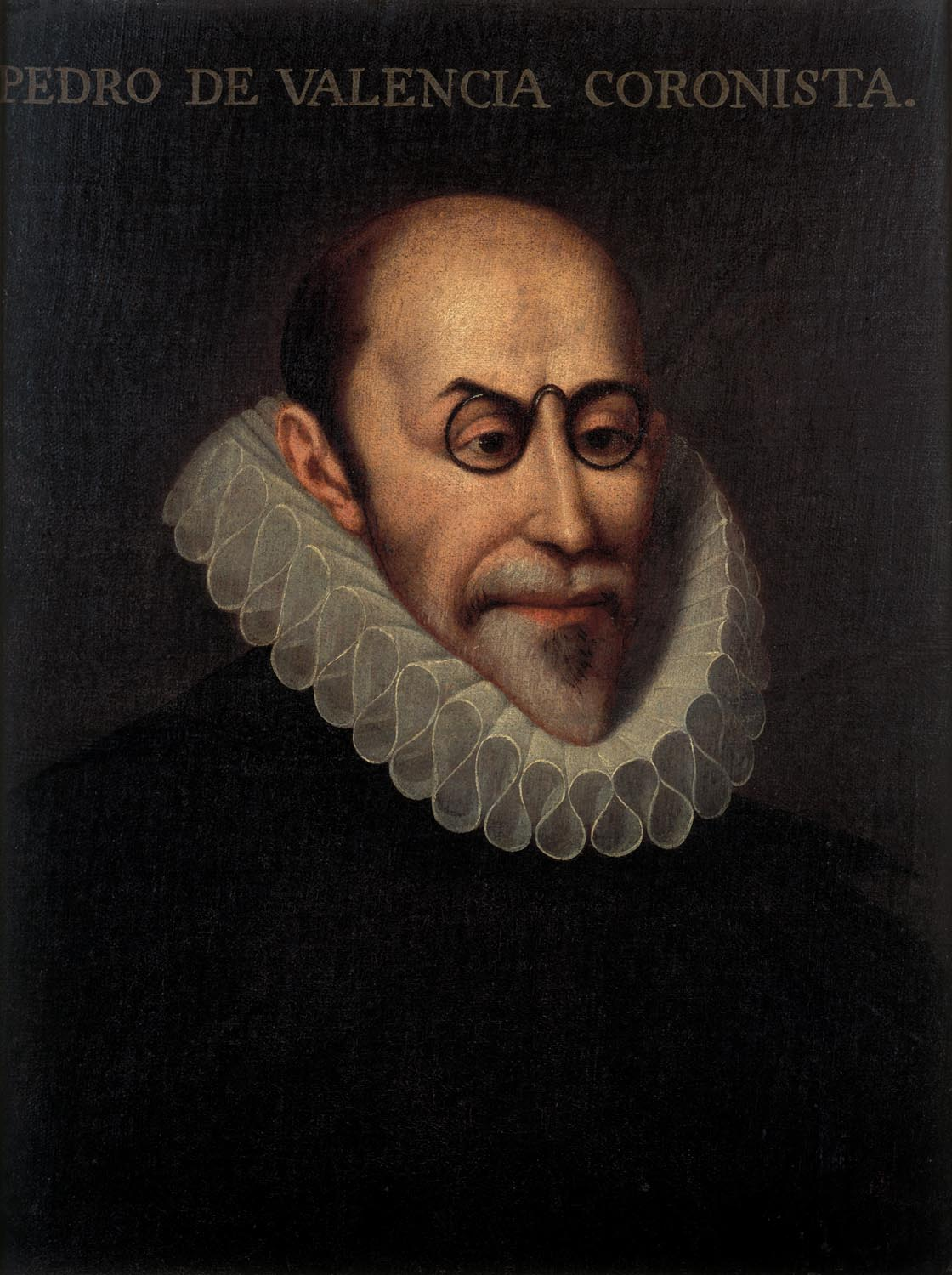
Retrato del escritor y humanista Pedro de Valencia, autor de la obra Discurso contra la ociosidad (1608), en la que aboga por el trabajo femenino y la igualdad de hombres y mujeres en el ámbito laboral.

Se denomina protofeminismo o feminismo premoderno a las protestas expresadas por mujeres como «memorial de agravios» y a la defensa de las mujeres que se llevó a cabo en el contexto de las polémicas sobre mujeres, durante la época que precede a La Ilustración y que se remonta hasta la Edad Media. Este feminismo premoderno no surge del discurso de exaltación de las virtudes femeninas que es parte de la tradición europea del siglo XIII conocida como Amor cortés. Tampoco es un discurso que reivindique la igualdad entre los sexos, pues se mueve en el marco de una sociedad estamental en la que rige el prejuicio de que es por voluntad divina que existan diferentes «estados» y diferentes formas de servir al amo, según los sexos.
Según Simone de Beauvoir, la primera mujer que utilizó una pluma para defender a las mujeres fue Christine de Pizan, quien en el siglo XV escribió, entre otras obras, la que tituló como  Ciudad de Damas y la que publicó bajo el título Epître au Dieu d'Amour (Epístola al dios del amor).
Ahora bien, esta defensa no se ajusta completamente al concepto de feminismo nacido con la Ilustración, al feminismo moderno, que trasciende de la mera enumeración de agravios y entra en el terreno de la vindicación de la mujer y la crítica racionalista de las estructuras sociales.

### Primera fase: feminismo e Ilustración

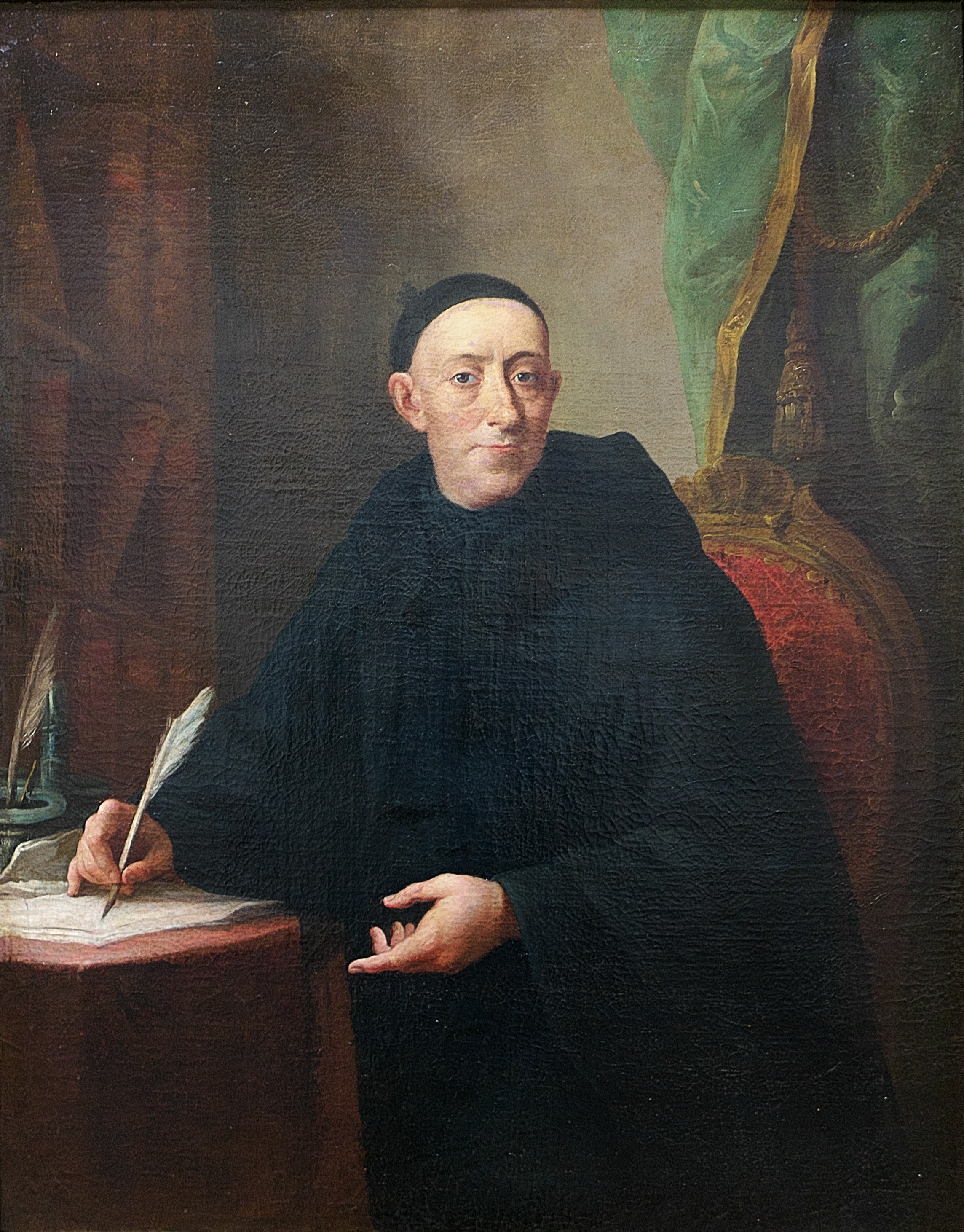
Retrato del clérigo Benito Jerónimo Feijoo, por Mariano Salvador Maella. Feijoo, autor de la obra Defensa de mujeres (1726), es considerado un pionero en el reconocimiento de los derechos de las mujeres en España.

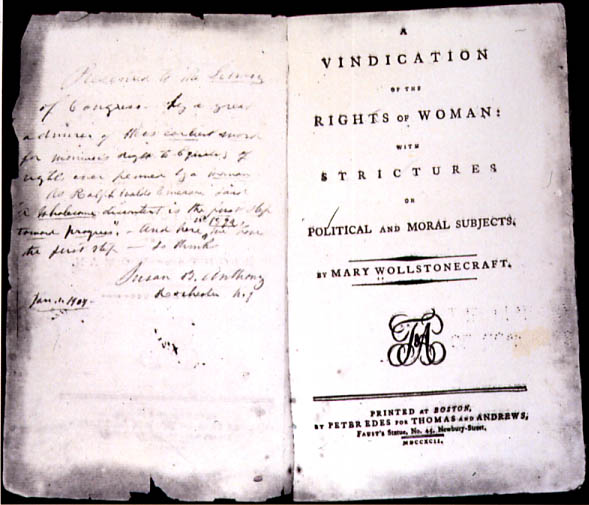
Primera edición impresa de Vindicación de los derechos de la mujer: crítica acerca de asuntos políticos y morales de Mary Wollstonecraft.

Salvo excepciones, los principales autores varones de la Ilustración relegaron el papel de la mujer en la modernidad. Tanto Rousseau como Kant consideraban que las mujeres, al igual que los niños, estaban excluidas «por naturaleza» del derecho de ciudadanía. Celia Amorós estudió el tema, señalando que aunque el feminismo se encontraba ínsito en «la cara romántica de la Ilustración», registrando importantes iniciativas aún desde sus etapas más tempranas, sería finalmente una «senda no transitada», que llevó a que el pensamiento feminista sea habitualmente ignorado en los estudios sobre del movimiento ilustrado.
Entre los intentos más notables de incluir igualitariamente a las mujeres en el movimiento racionalista, se encuentran los clubes de mujeres en la Revolución francesa y la publicación en 1791 de la Declaración de los Derechos de la Mujer y de la Ciudadana, redactada por Olympe de Gouges, con el fin de completar la Declaración de los Derechos del Hombre y del Ciudadano aprobada dos años antes por la Asamblea Nacional Constituyente de Francia. Pero aquellos intentos fueron «brutalmente acallados», en la expresión de Amorós, como lo evidenció la prohibición de los clubes de mujeres y la ejecución de Olympe de Gouges.

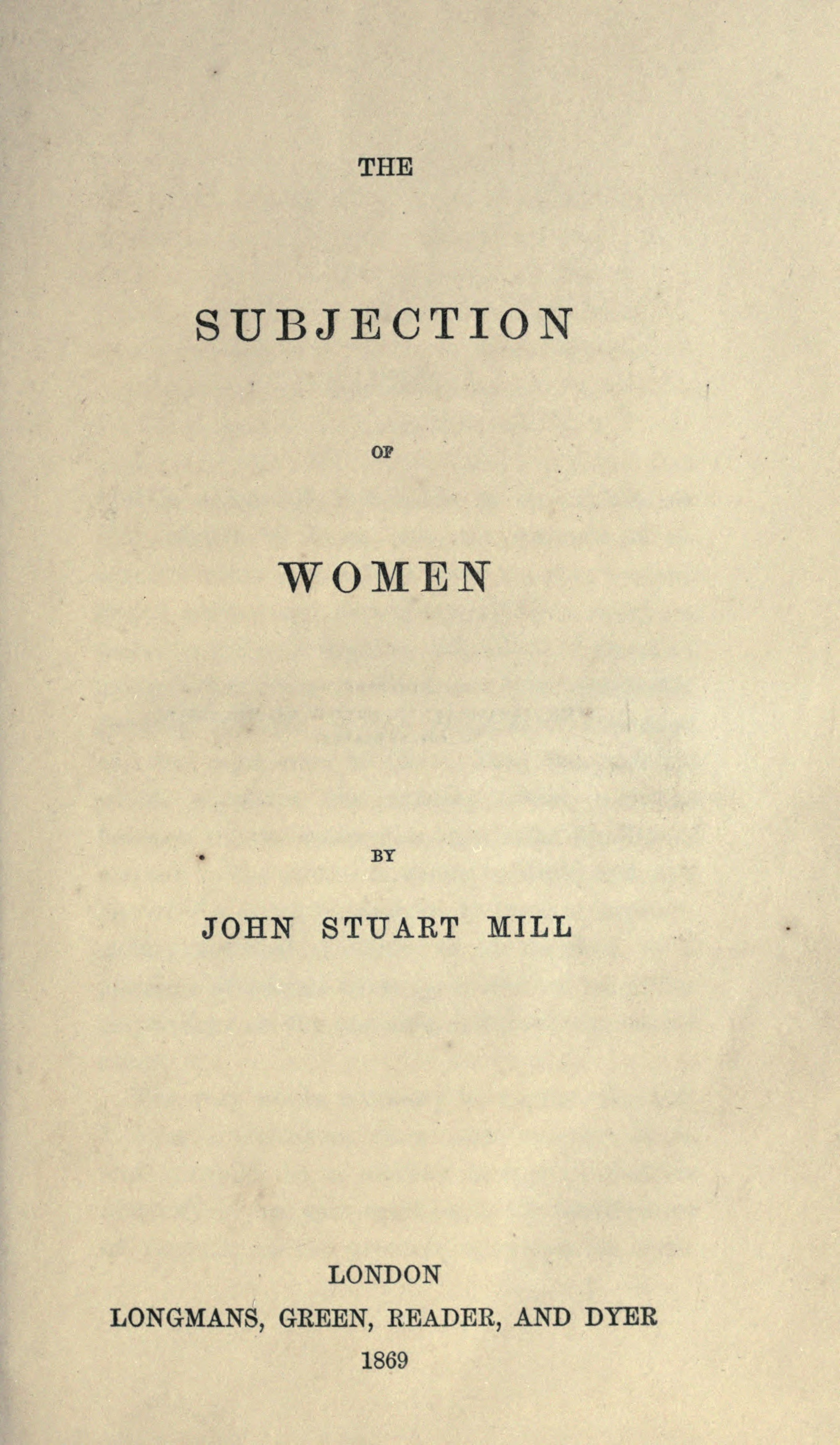
Portada de la obra La esclavitud de las mujeres, escrita en 1869 por John Stuart Mill, cuyas ideas fueron realizadas en conjunto con su esposa Harriet Taylor Mill.

Se genera cierta literatura de carácter liberal a favor de la mujer: John Stuart Mill o Nicolas de Condorcet van a ser ejemplos de líderes (varones) que defienden los derechos de la mujer, pero el vacío y aparente olvido de la relegada figura de la mujer dentro del estado liberal, que perdura hasta el siglo XX, no va a ser denunciado hasta la aparición de autoras como Mary Wollstonecraft autora de Vindicación de los derechos de la mujer, que rompe con la tónica de las obras escritas hasta el momento por mujeres, descritas como «memorial de agravios» y pasa a la «vindicación», componente esencial del feminismo.
En el Imperio español también hubo expresiones feministas ligadas a la Ilustración. Benito Jerónimo Feijoo escribió el discurso "Defensa de mujeres", considerado el primer tratado del feminismo español. Josefa Amar y Borbón en la Real Sociedad Aragonesa de los Amigos del País, defendiendo la equidad de las mujeres ante el hombre. Una de sus obras disponibles actualmente en internet, es el Discurso en defensa del talento de las mujeres:

No contentos los hombres con haberse reservado, los empleos, las honras, las utilidades, en una palabra, todo lo que pueden animar su aplicación y desvelo, han despojado a las mugeres [SIC] hasta de la complacencia que resulta de tener un entendimiento ilustrado. Nacen, y se crían en la ignorancia absoluta: aquéllos las desprecian por esta causa, ellas llegan a persuadirse que no son capaces de otra cosa y como si tubieran [SIC] el talento en las manos, no cultivan otras habilidades que las que pueden desempeñar con estas. ¡Tánto arrastra la opinión en todas materias! Si como ésta da el principal valor en todas las mugeres a la hermosura, y el donaire, le diese a la discreción, presto las veríamos tan solícitas por adquirirla, como ahora lo están por parecer hermosas, y amables. Rectifiquen los hombres primero su estimación, es decir, aprecien las prendas, que lo merecen verdaderamente, y no duden que se reformarán los vicios de que se quexan. Entretanto no se haga causa a las mugeres, que sólo cuidan de adornar el cuerpo, porque ven que éste es el idolillo, a que ellos dedican sus inciensos.

### Segunda fase (primera ola)

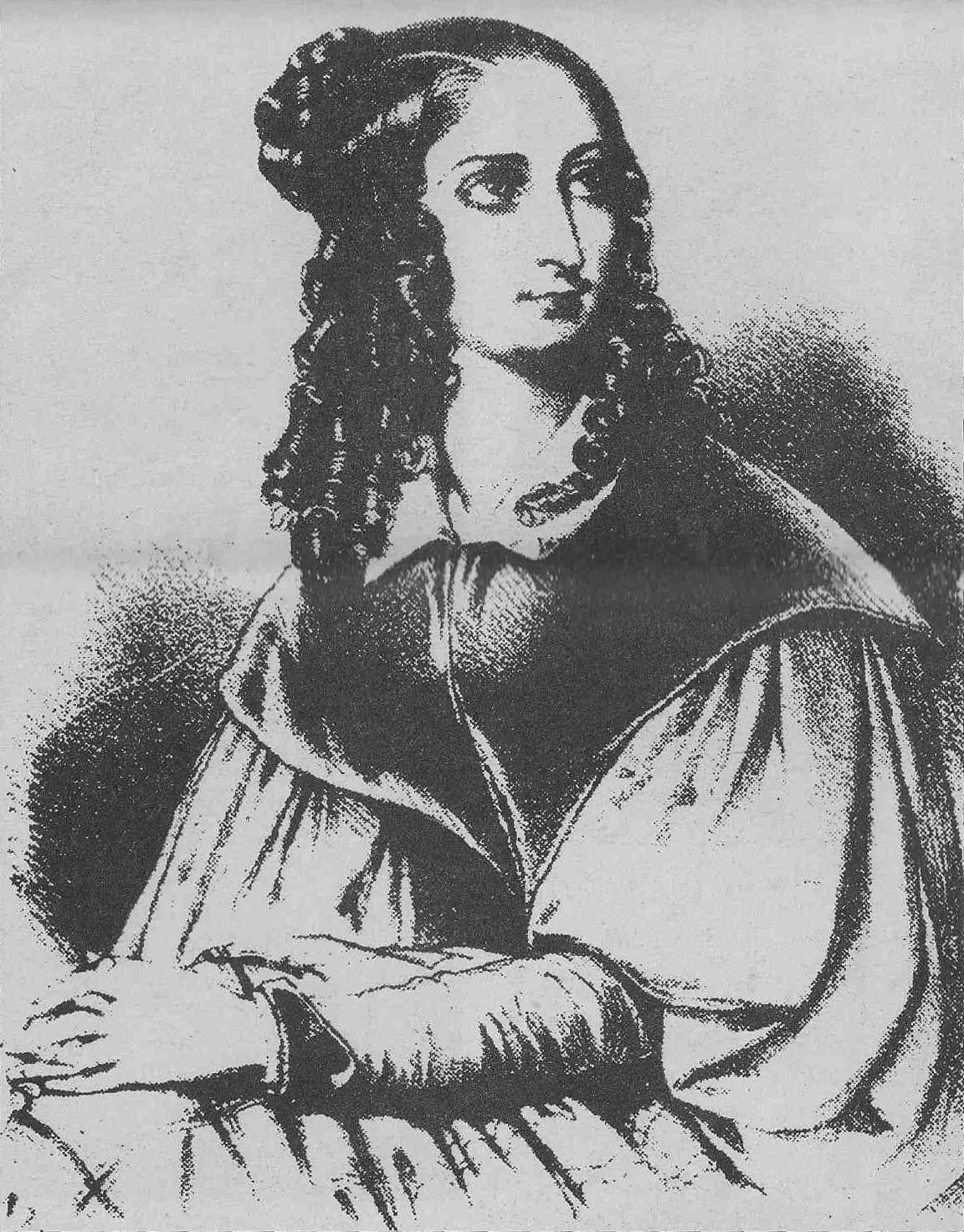
La feminista franco-peruana Flora Tristan se destacó en el movimiento socialista francés en la primera mitad del.

La segunda fase o primera ola del feminismo se refiere al movimiento feminista que se desarrolló en Inglaterra, Estados Unidos y otras partes del mundo como Iberoamérica a lo largo del siglo XIX y principios del siglo XX.
Originariamente, se concentró en la obtención de igualdad frente al varón en términos de derecho de propiedad e igual capacidad de obrar, así como la demanda de igualdad de derechos dentro del matrimonio. A finales del siglo XIX, los esfuerzos se van a concentrar en la obtención de derechos políticos, en concreto el derecho al sufragio.
En las décadas de 1830 y 1840 se destaca en el movimiento socialista francés, la peruana Flora Tristán, con obras como La emancipación de la mujer, considerada como precursora del movimiento feminista moderno.

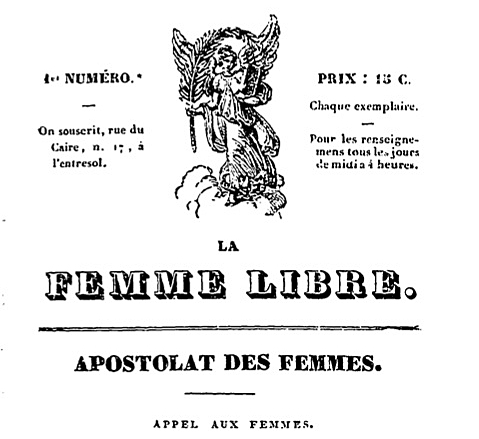
La Femme Libre, primer periódico feminista francés realizado y publicado únicamente por mujeres (1832).

Un hito del feminismo es la Convención de Seneca Falls en Nueva York en 1848, donde trescientos activistas y espectadores se reunieron en la primera convención por los derechos de la mujer en Estados Unidos, cuya declaración final fue firmada por unas cien mujeres. Durante ese tiempo, muchos socialistas utópicos habían abordado antes la opresión de las mujeres, como los sansimonianos que defendían la emancipación de la mujer. En este grupo se encontraban las mujeres como Merie-Reine Guindorf, Jeanne-Désirée Véret, Jeanne Deroin, Angélique Arnaud, Caroline Simon y Claire Démar. Los fourieristas, a los que perteneció Eugénie Niboyet, Suzanne Voilquin, Marie Pape-Carpantier, María Josefa Zapata y Margarita Pérez de Celis; habían tratado temas como la necesidad de socializar el trabajo doméstico, el amor libre y la necesidad de reorganizar la sociedad en “falansterios”. Escribió Flora parafraseando a Fourier: “Se observa que el nivel de civilización a que han llegado diversas sociedades humanas está en proporción a la independencia de que gozan las mujeres".

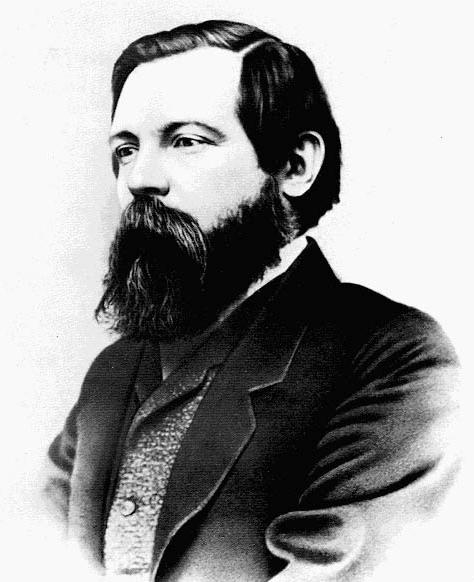
Friedrich Engels expresó que, en la familia burguesa, "el hombre es el burgués y la mujer representa al proletario".

Los socialistas Karl Marx y Friedrich Engels recuperaron las ideas de Fourier en La Sagrada Familia, donde se sostienen que “los progresos sociales y los cambios de períodos se operan en razón directa del progreso de las mujeres hacia la libertad; y las decadencias de orden social se operan en razón del decrecimiento de la libertad de las mujeres”. Marx escribió que "[quien] sepa algo de historia sabe que las grandes transformaciones sociales son imposibles sin el fermento femenino". Engels escribió sobre la doble opresión histórica de las mujeres por parte del Estado y la relación matrimonial en El origen de la familia, la propiedad privada y el Estado (1884). Expresó que, en la familia burguesa, "el hombre es el burgués y la mujer representa al proletario". Esta obra será considerado una obra clave para el feminismo socialista. Dentro del feminismo marxista destacan Eleanor Marx, hija de Marx; Paul Lafargue, August Bebel, Lenin, Nadezhda Krúpskaya, Clara Zetkin, Rosa Luxemburgo y Aleksandra Kolontái.

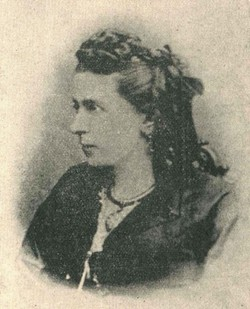
Maryana Marrash (1848-1919) fue una de las primeras feministas de Cercano Oriente.

Al iniciarse el siglo XX aparecen en el Reino Unido las suffragettes, activistas por los derechos cívicos de las mujeres, en particular el derecho al sufragio. El movimiento fue liderado por Emmeline Pankhurst y numerosas autoras y activistas, en su mayor parte de Estados Unidos y Reino Unido, que van a llevar el feminismo al terreno del activismo, especialmente en un contexto de vindicación de igualdad de derechos frente al Estado.
Los acontecimientos históricos del momento, especialmente la abolición de la esclavitud, van a ser muy influyentes en el devenir del movimiento feminista, pudiendo encontrar una correlación entre la lucha por la abolición y la lucha por los derechos de la mujer: muchas de las líderes de esta primera corriente son esposas de líderes abolicionistas.
Una vez conseguida la abolición, se van a producir contactos entre las feministas y las mujeres negras, poniéndose de relieve las grandes diferencias en la situación de las mujeres blancas de clase media-alta, las únicas feministas hasta el momento, con las mujeres negras. Este encuentro lo personaliza la figura de Sojourner Truth y su discurso Ain't I a Woman? (1851). Las diferencias y características específicas de los problemas de la mujer negra junto con los de las mujeres obreras (un grupo que va a comenzar a hacer aparición) van a generar fricciones y problemas como por ejemplo, la incompatibilidad del modelo femenino de la mujer obrera con el de las pioneras del feminismo.
Autoras y activistas importantes de la primera ola del feminismo son: Lucretia Mott, Lucy Stone, Elizabeth Cady Stanton, y Susan B. Anthony, muchas de ellas vinculadas al abolicionismo e influenciadas por el pensamiento cuáquero. El carácter del feminismo predominante en ese momento vindica la mujer a través de cualidades positivas consideradas femeninas como la templanza, la vida piadosa o la abstención de beber alcohol. Sin embargo, esta vindicación de la mujer a través de la templanza no es menoscabo para enérgicas protestas y un activismo beligerante, con acciones como encadenarse en lugares públicos, romper escaparates, huelgas de hambre, desobediencia civil o actos desesperados y extremadamente peligrosos como tirarse delante del caballo del rey durante una carrera.

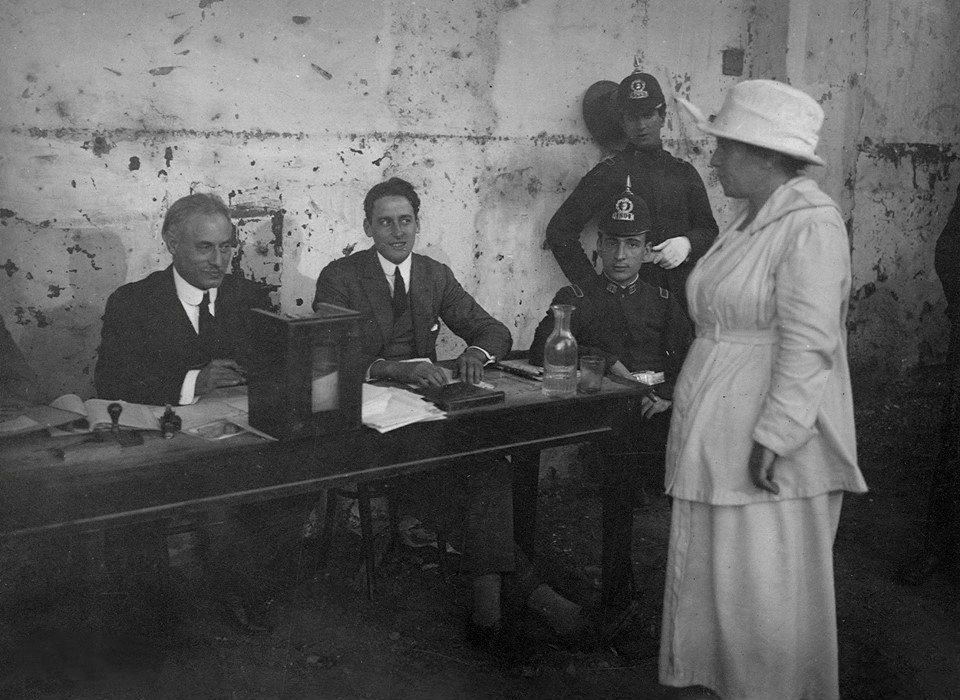
La argentina Julieta Lanteri, médica y líder del movimiento feminista argentino de comienzos del, convirtiéndose en la primera mujer que logró votar en Argentina y América Latina durante las elecciones municipales de Buenos Aires de 1911.

En Argentina la anarquista Virginia Bolten lidera un movimiento feminista sindical alrededor del periódico La Voz de la Mujer (1896-1899), publicado bajo el lema «Ni Dios, ni patrón, ni marido». Pocos años después Bolten integró la mesa de conducción de la Federación Obrera Regional Argentina (FORA). Instalada en Uruguay participó del movimiento que conquistó el derecho al sufragio para las mujeres (primero de un país iberoamericano) y el divorcio.

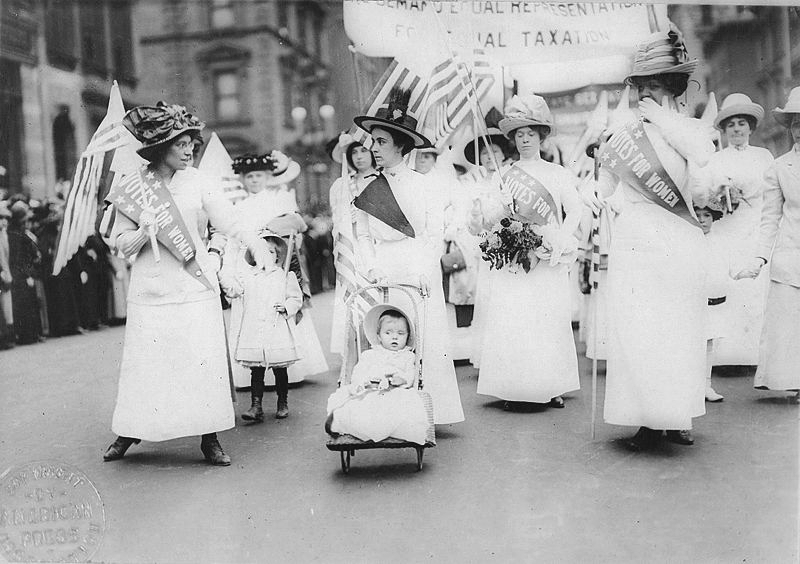
Manifestación de sufragistas en Nueva York el 6 de mayo de 1912.

La abolición de la esclavitud va a llegar pero, para decepción de las mujeres, la igualdad de raza no se extiende a la igualdad de género, de modo que el movimiento feminista va a tener que buscar un camino propio, separándose del movimiento abolicionista. Tras grandes esfuerzos, se conseguirá el derecho al sufragio en 1918, cuando en Inglaterra se regula el voto para mujeres mayores de treinta años y poseedoras de una casa. En Alemania se consigue el sufragio en noviembre de 1918. En 1928, la edad para votar se equipara a la de los varones. Por su parte, en Estados Unidos, la Decimonovena Enmienda de 1920 otorga derecho al voto en todos los estados del país. La mayor parte de los grandes estados europeos van a tomar medidas semejantes con algunas excepciones como Francia o Italia, que aún postergarán unos veinte años el derecho al sufragio femenino.
Con la consecución de la igualdad de iure, la primera ola va a perder su razón de ser, tras un periodo de poca actividad en lo que a feminismo se refiere. Aparecerán nuevas corrientes feministas, centradas en el progreso e igualdad social y cultural de la mujer y para diferenciarlas, se les va a calificar como la «Segunda ola», nombrando de forma retrospectiva a la «Primera ola».

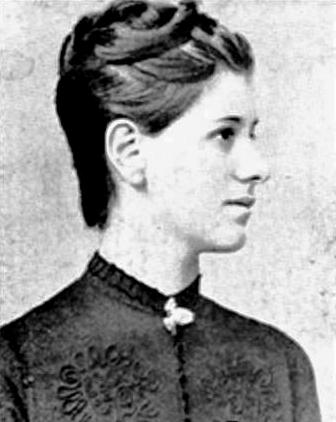
Sarmiza Bilcescu, primera mujer con título de Doctor en Derecho del mundo.

La rumana Sarmiza Bilcescu (27 de abril de 1867-26 de agosto de 1935) fue la primera mujer de Europa licenciada en derecho por la Universidad de París y fue la primera mujer en el mundo que consiguió un doctorado de Derecho, con una tesis titulada Sobre la condición jurídica de la madre (1890), donde mostraba todas las contradicciones y la carencia de derechos de las mujeres y, muy especialmente, de las madres.
Elisa Leonida Zamfirescu (1887-1973) fue la primera mujer ingeniero del mundo. En 1909 se inscribió en la Academia Real Técnica de Berlín, «Charlottemburgen», y se graduó en 1912. Al registrarse, el decano trató de convencerla de que renunciara, citando «las tres kas» («kirche, kinder, küche», «iglesia, niños, cocina») que definían el perfil de la mujer en aquella época. Los directores de la Academia estaban situados ante una situación nueva: era la primera candidata de la historia de la Academia, pero escribía y hablaba perfectamente el alemán y tenía conocimientos sobresalientes de matemáticas, física y química. Finalmente, la aceptaron.

### Segunda ola

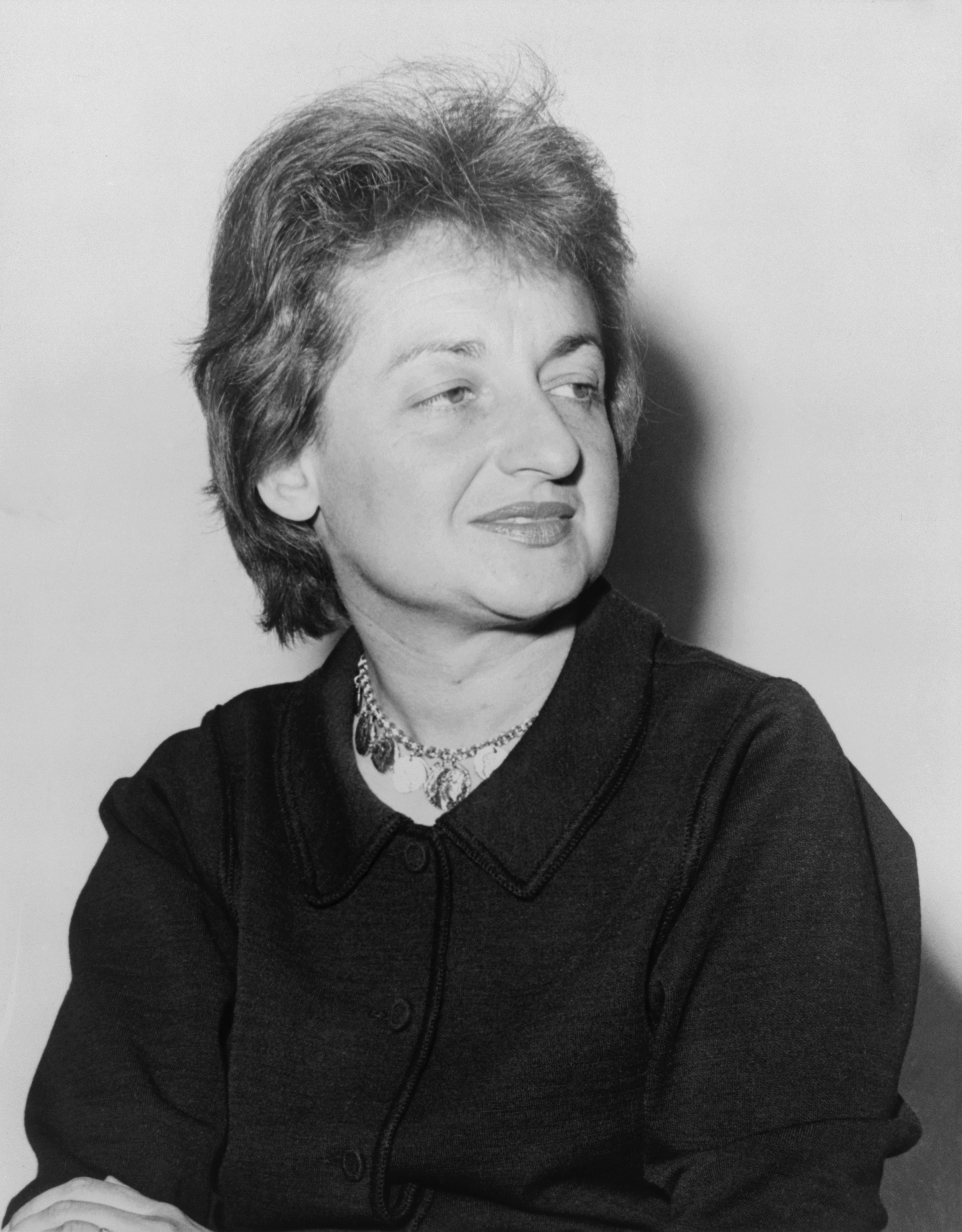
Betty Friedan, 1960.

La Segunda Ola Feminista, del Movimiento de la mujer o de liberación de la mujer hace referencia un período de actividad feminista que comienza a principios de los años 1960 y dura hasta los años 1990 del siglo XX.

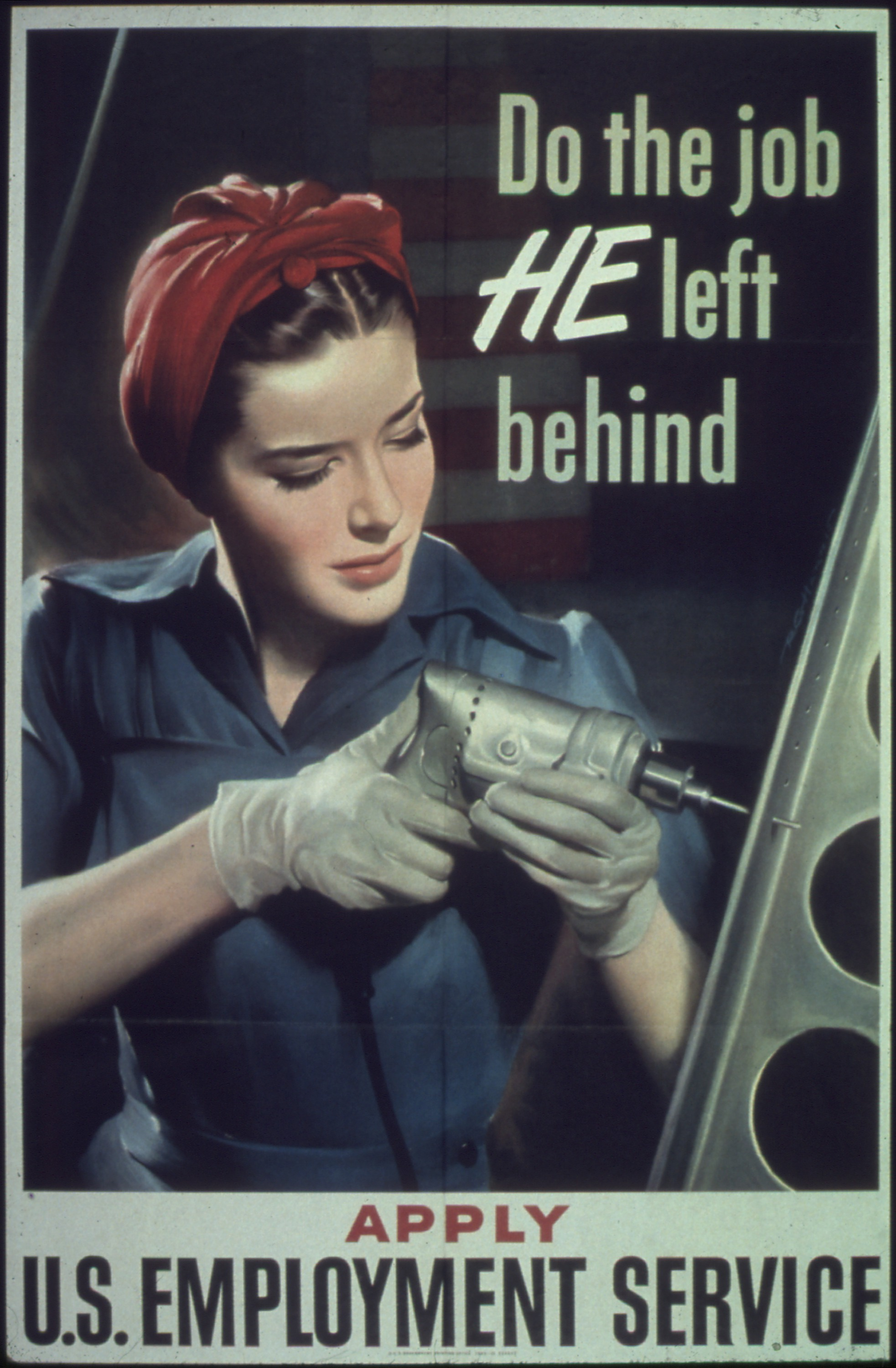
Cartel de Do the job HE left behind, empleado en la Segunda Guerra Mundial para llevar a las mujeres a ocupar los puestos de trabajo vacantes de los hombres que fueron a la guerra.

Así como la primera ola del feminismo se enfocaba principalmente en la superación de los obstáculos legales (de jure) a la igualdad legal (sufragio femenino, derechos de propiedad, etc.), la segunda ola tenía una amplia variedad de temas: la desigualdad no-oficial (de facto), la sexualidad, la familia, el lugar de trabajo y quizá de forma más controvertida, los derechos en la reproducción.
En esta etapa se encuentra la Segunda Guerra Mundial, donde compañías como Westinghouse Electric hicieron carteles que animaban a las mujeres a trabajar en los puestos que los hombres habían dejado vacíos al marchar a la guerra, es decir, propaganda de guerra para invitar a las mujeres a unirse a la fuerza laboral, o que de la misma forma no eran para la contratación, sino para exhortar a las mujeres ya contratadas a trabajar más duro. Pero la verdad es que la intención de promover la idea de la mujer trabajadora fue creada con la idea de que cumplieran con su obligación de esposas, llenando los puestos de trabajo dejados por sus maridos durante la guerra, casi como si se tratara de un deber patriótico. De aquí salió el cartel Rosie the Riveter también llamado We Can Do It, que actualmente constituye un símbolo del feminismo contemporáneo más allá de que, de la misma forma en que surgió este cartel, surgieron muchos otros al final de dicha guerra, cuando muchas mujeres fueron prácticamente forzadas a renunciar y volver a «sus verdadera obligaciones»: limpiar, cocinar, cuidar de los niños, etc., ya que los hombres iban a volver a ocupar los puestos. Así, constituye una paradoja para el feminismo.
Simone de Beauvoir, con su libro El segundo sexo, Betty Friedan con La mística de la feminidad, Kate Millett con Sexual Politics o Shulamith Firestone con La dialéctica del sexo son algunas de las autoras más representativas de esta corriente de pensamiento. Termina en los años noventa con la llegada de la tercera ola, con caracteres posmodernos, que diversifica de forma radical el feminismo, tanto en sus visiones como en sus propuestas.

### Tercera ola

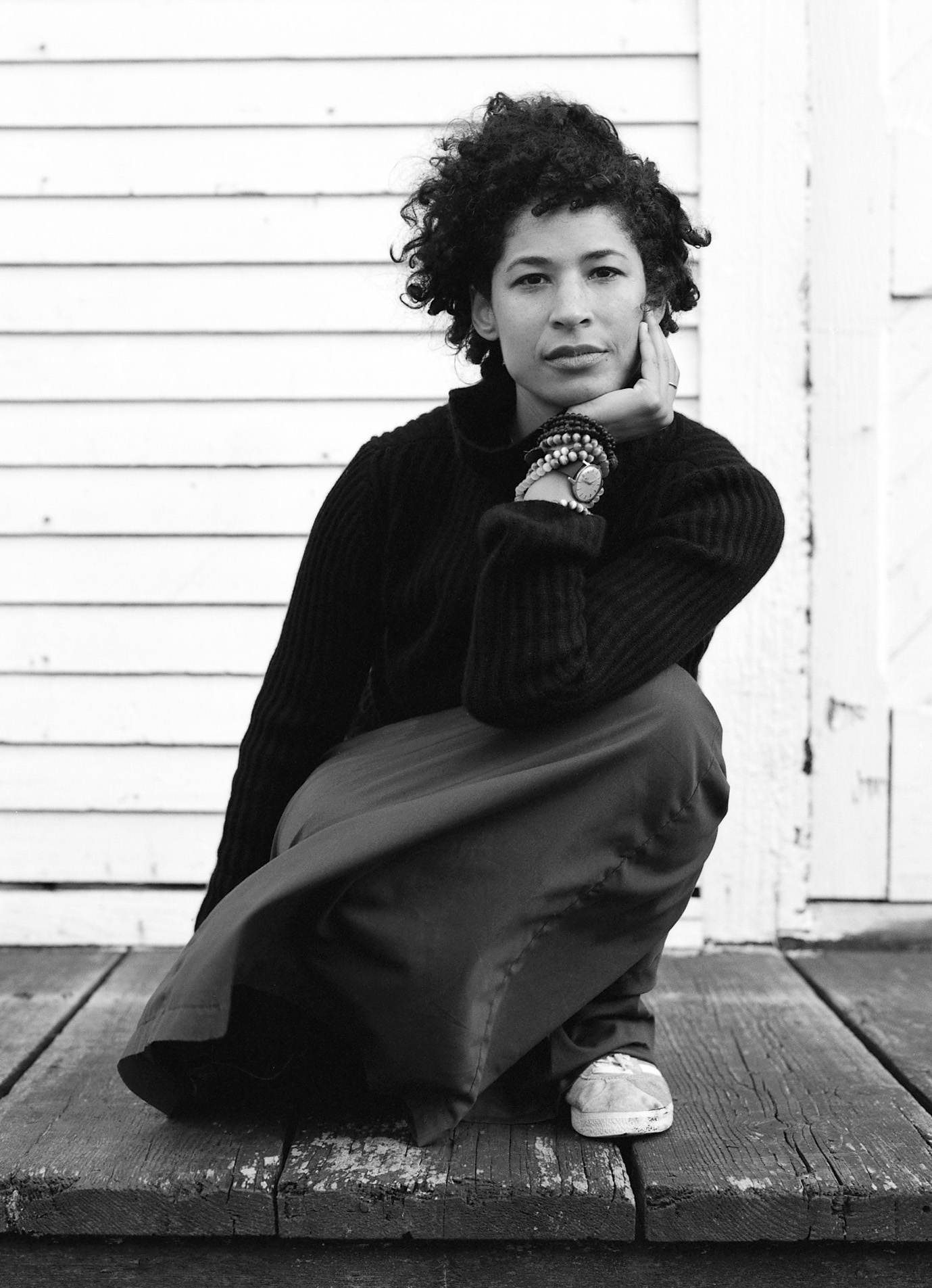
Rebecca Walker, la autora que utilizó por primera vez el término «Tercera ola» en sus escritos.

Feminismo de tercera ola es un término identificado con diversas ramas del feminismo cuyo activismo e investigación en Estados Unidos comienza en 1990 y se extiende hasta el presente. El movimiento surgió como una respuesta a los fallos percibidos en el llamado feminismo de segunda ola: la toma de conciencia de que no existe un único modelo de mujer, por el contrario, existen múltiples modelos de mujer, determinados por cuestiones sociales, étnicas, de nacionalidad, clase social, orientación sexual o religión.
Esta corriente se aleja del esencialismo y las definiciones de feminidad, asumidas en ocasiones como universales y que sobrestimaban las experiencias de la clase media-alta de raza blanca norteamericana. Las interpretaciones dadas al género y al sexo son esenciales dentro de la tercera ola, caracterizándose por su posestructuralismo. La variedad de enfoques, propuestas, visiones de los problemas de esta corriente y la carencia de un objetivo común claro refleja el carácter posmodernista de la tercera ola del feminismo que incorpora múltiples corrientes del feminismo teniendo componentes de la teoría queer, del antirracismo, teoría post colonial, ecofeminismo, transexualidad, o la visión positiva de la sexualidad, entre otros.
El replanteamiento del feminismo de tercera ola se manifiesta por ejemplo en que algunas feministas de esta corriente tienen una percepción diferente de la sexualidad femenina y han replanteado las posturas ante el trabajo sexual o la pornografía de la segunda ola del feminismo. Las feministas de tercera ola se centran en la «micropolítica» y desafían el concepto de lo que es «bueno» o «malo» para la mujer de la segunda ola.
La tercera ola del feminismo surgió como respuesta a la segunda ola, pero algunos acontecimientos marcaron el comienzo de esta corriente, como por ejemplo el caso de Anita Hill, una mujer que denunció por acoso sexual a Clarence Thomas, quien era nominado para la Corte Suprema de Estados Unidos. Thomas negó las acusaciones y tras extensas deliberaciones, el Senado votó 52 a 48 a favor de Thomas. Como respuesta a este caso, Rebecca Walker publicó un artículo titulado Becoming the Third Wave (Convertirse en la tercera ola) en el cual declaró: «I am not a post-feminism feminist. I am the third-wave» («no soy una post-feminista, soy la tercera ola»), Otro hito en la historia de la tercera ola son los debates llamados «Guerras feministas por el sexo», considerados a veces como el inicio de la tercera ola, constituyeron una serie de encendidos debates en torno a las posturas ante el sexo, la prostitución, el sadomasoquismo y la transexualidad que enfrentaron al movimiento feminista de la tercera ola con la comunidad feminista lésbica.

## Impacto del movimiento en la sociedad

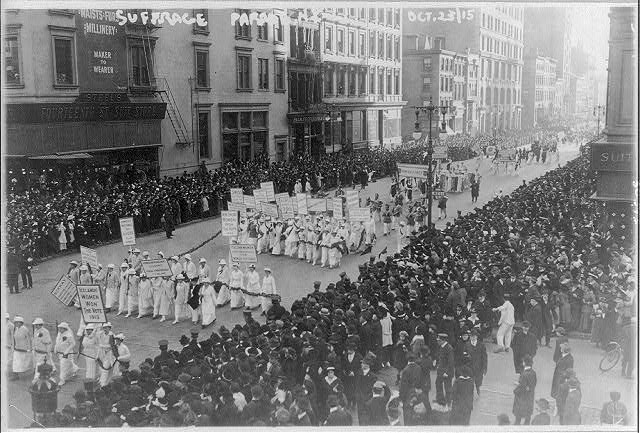
Marcha de veinte mil mujeres en Nueva York, 23 de octubre de 1915.

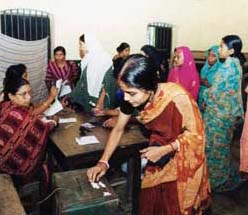
Mujeres haciendo cola para votar en Bangladés.

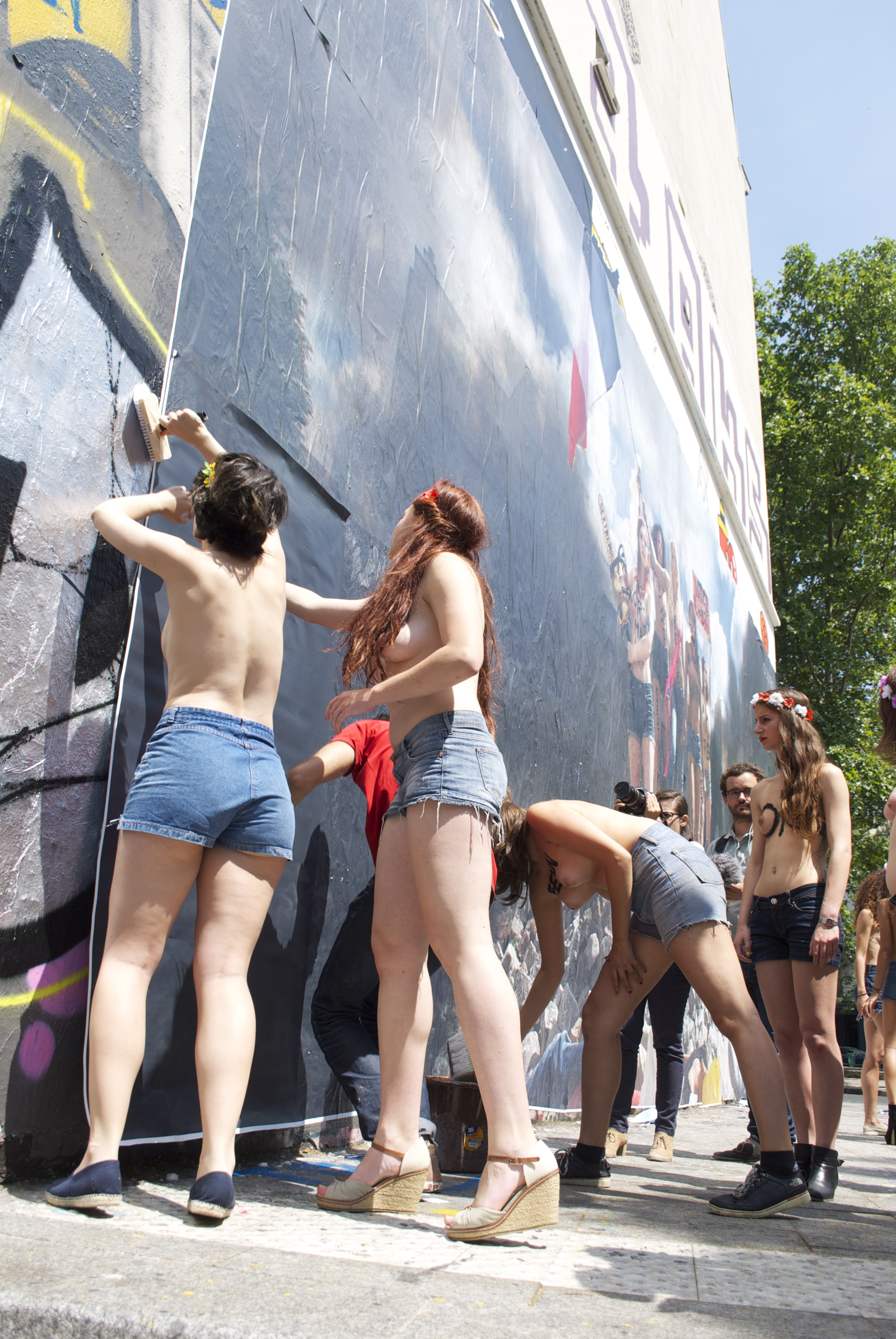
Mujeres pertenecientes al grupo de feminismo radical Femen, protestan contra legislación para ilegalizar el aborto en Ucrania.

El feminismo ha conllevado importantes cambios en parte del mundo; gracias a su influencia, en muchas sociedades las mujeres han logrado el acceso a la educación, el ejercicio del derecho al sufragio activo y pasivo, la protección de sus derechos sexuales y reproductivos —incluyendo, en algunos países, la interrupción voluntaria del embarazo— entre muchos otros que configuran la noción de ciudadanía en la democracia. Unas de las aportaciones más importantes del feminismo es el edificio teórico que han construido las diferentes autoras a lo largo de siglos; la teoría feminista ha introducido en la sociedad y en el mundo académico, multitud de nuevos conceptos y áreas de estudio que, de no ser por la vitalidad del movimiento feminista, no habrían aparecido. Entre estos podemos destacar ejemplos como los estudios de género, la crítica literaria feminista, la teoría y crítica feminista de cine, la teoría legal feminista.[cita requerida]

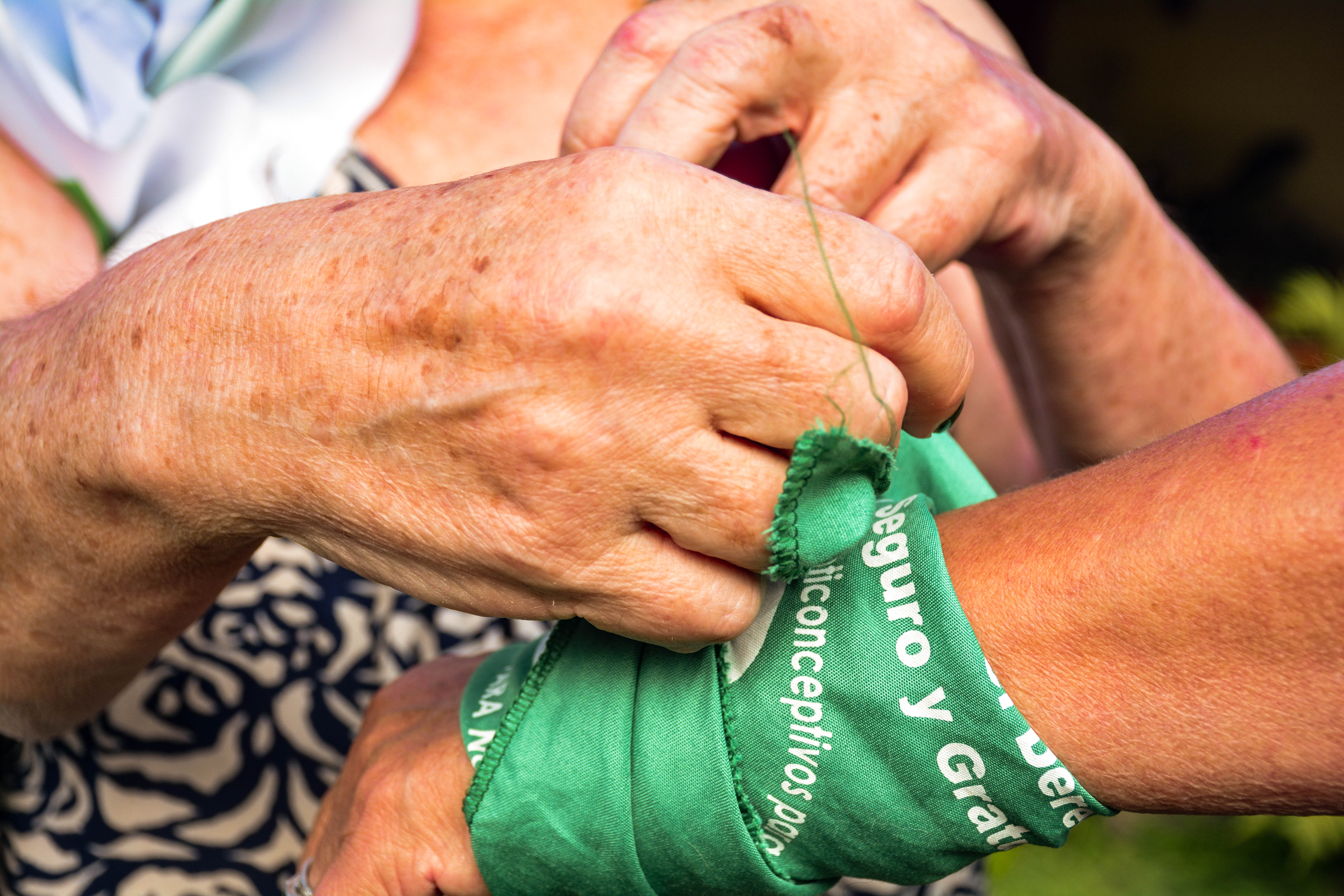
Pañuelo verde por aborto legal, seguro y gratuito en Argentina

El feminismo ha tenido una importante repercusión en la legislación de gran parte de países del mundo e influido amplias áreas del ordenamiento jurídico, con leyes contra la violencia de género o leyes de paridad electoral: por poner algunos ejemplos, cabe mencionar la Ley 581 de 2000 en Colombia que impone una cuota mínima del 30 % de mujeres; la Ley 7142 de 1990 de Costa Rica que impone un mínimo del 40 %; el Código Federal de Procedimientos Electorales de México que limita al 70 % la presencia de cualquiera de los sexos; la Ley para la Igualdad efectiva de mujeres y hombres en España (2007) que establece la obligación de paridad, o la resolución del Consejo Electoral Venezolano de 2008, que obliga a que las postulaciones de los partidos tengan un 50 % de mujeres, y la Ley de Paridad de Género en Ámbitos de Representación Política de 2017 en Argentina. En Chile el presidente Gabriel González Videla, firmó la Ley N.º 9292, que otorgó el sufragio pleno de la mujer.
Sin embargo, en ningún país del mundo se ha logrado igual salario por igual trabajo, el aborto espontáneo sigue siendo causa de muerte de muchas mujeres en el mundo (tercera causa de mortalidad materna en el mundo) y aún hay muchos países donde las mujeres no tienen derecho a votar en igualdad con los varones. Al respecto, la Directora Ejecutiva de ONU Mujeres, Phumzile Mlambo-Ngcuka, comentó que, a fecha de 2015, los avances desde finales del siglo XX se habían producido de forma desigual y no se había alcanzado una situación de igualdad en ningún país.
En 2017 «feminismo» fue declarada palabra del año por el diccionario estadounidense Merriam-Webster revelando que en 2017 las búsquedas de este término se incrementaron un 70% respecto al ejercicio anterior. Analistas consideran que los movimientos feministas están en expansión señalando como ejemplos el movimiento Ni una menos en Hispanoamérica, la Marcha de las Mujeres de enero de 2017 en Washington o el impacto del movimiento Me Too («Yo también») iniciado con las acusaciones de abuso sexual contra el productor de cine estadounidense Harvey Weinstein por parte de diversas mujeres publicada el 5 de octubre de 2017 por The New York Times y que se ha extendido en otros países.

## Conceptos clave
El amplio conjunto de conceptos y tecnicismos que utiliza el feminismo tienen un enfoque concreto que debe conocerse para interpretar la teoría feminista de forma adecuada, algunos de los más importantes son:

### Patriarcado

Brecha salarial de género en salarios medianos de trabajadores a tiempo completo en la OCDE, 2008.

El concepto de patriarcado es central dentro de la crítica racionalista a la sociedad que, como regla general, hace el feminismo. Antes de ser reformulado por la teoría feminista, el significado de este término se correspondía exactamente con su etimología: la palabra «patriarca» se compone de las palabras griegas «άρχω» (mandar) y «πατήρ» (padre) y desde antiguo denominó a la organización social que otorga la primacía a la parte masculina de la sociedad, e institucionaliza la influencia del padre de familia.
La introducción del concepto «patriarcado» en el debate feminista se debe a Kate Millett, en su libro Sexual Politics (1970), y hoy en día es un componente esencial de casi todos los enfoques del feminismo, en particular, del feminismo radical. Dentro de la teoría feminista, el patriarcado ha pasado a significar el dominio del orden social por los varones, que se manifiesta de innumerables formas, creando un estado de cosas que configura de forma exterior a las mujeres, todos los aspectos de su existencia, a través de la violencia simbólica, de mitos y creencias que convierten la situación de subordinación en «lo natural». Algunos ejemplos de subordinación patriarcal son:
- Salarios más bajos para las mujeres, según la OCDE, en los países miembros existe una diferencia salarial de género del 17 % y se calcula que un 30% de esa diferencia se debe a causas discriminatorias.[78][79]

- Altera en favor del género masculino la sexualidad, orientándola desproporcionalmente hacia el placer de los varón, mientras que el de la mujer se pasa por alto en la (poca) educación sexual que se presenta a los jóvenes; la mayoría del contenido habla de embarazos no deseados y enfermedades de transmisión sexual.[80] Además de que se denuncia el coitocentrismo y las visiones distorsionadas que la pornografía ha dado a la sexualidad.[81]

- Influencia en ámbitos como el lenguaje, que trataría al género femenino como una excepción frente a la «norma» masculina (por ejemplo, al decir «los ciudadanos» incluiríamos a ciudadanos varones y mujeres) o en inglés, la palabra woman (mujer), que evolucionó del vocablo de inglés antiguo wifman que significa «humano femenino», mientras que man (hombre/varón) en inglés antiguo significaba «humano» a secas, cayendo en desuso la palabra werman (humano masculino) alrededor del año 1000-1200 de nuestra era y pasando a usarse man para definir a todo el género humano y a los varones.[82][83][84]

- El sistema de recompensas y castigos de la sociedad, que daría más importancia a las conductas masculinas que a las femeninas, definiendo los roles o estereotipos sexuales y que, por medio de la ideología patriarcal, se presentan como naturales y universales.[85] Ejemplo de este hecho es la violencia de género, que era visto como algo natural y durante siglos las mujeres maltratadas se culpaban a sí mismas y se avergonzaban por ser golpeadas, hasta que los medios de comunicación y la crítica al fenómeno cuestionaron esa lógica.[86]

- Reserva a las mujeres peores empleos y ocupaciones, como las tareas del hogar, que no suelen ser remuneradas y están revestidas de poco o nulo prestigio social, además de que, en muchos casos resultan incompatibles con una vida profesional plena.[87]

|                                                               | España    | España         | España | México    | México         | México |
| ------------------------------------------------------------- | --------- | -------------- | ------ | --------- | -------------- | ------ |
|                                                               | Doméstico | Extradoméstico | Total  | Doméstico | Extradoméstico | Total  |
| Varones                                                       | 17:44     | 22:34          | 40:18  | 9:57      | 23:44          | 33:41  |
| Mujeres                                                       | 28:52     | 15:32          | 44:23  | 46:01     | 14:52          | 60:53  |
| Promedio                                                      | 23:27     | 18:57          | 42:24  | 29:01     | 27:04          | 56:05  |
| Revista de Economía Crítica, n.º 6. Enero de 2008, pp 145-170 |           |                |        |           |                |        |
| ISSN 1696-0866                                                |           |                |        |           |                |        |

### Género
El concepto de «género» es central en la teoría feminista, que define el género (lo masculino/lo femenino), no como una realidad natural, consustancial al ser humano, si no como una construcción cultural. El género sería el resultado de la inmersión en un conjunto de valores socialmente construidos que dan lugar a la concepción de «lo femenino» o de «lo masculino». Las características meramente biológicas (el sexo), a través de una evolución social, han sido revestidas de un conjunto de comportamientos, actitudes, percepciones y pensamientos; que la humanidad ha impuesto a la mujer, ligando a las características biológicas sexuales una imagen concreta de lo que «debe» ser, creando la relación entre sexo (macho/hembra) y género. Uno de los principales objetivos de las teorías del género es cuestionar la creencia de que la biología determina la condición femenina (o masculina), afirmando su naturaleza social.
El sexo dominante es el del varón o macho humano, que, a través de la estructura patriarcal establece un dominio sobre la mujer o hembra humana. La mujer es oprimida debido a su sexo y la opresión se da a través del género. Debido a esto, el surgimiento de los estudios de género en los años 70 en Estados Unidos provocó una ruptura en otras ciencias sociales, que se vieron obligadas a redefinir sus paradigmas, hasta entonces diseñados en clave meramente masculina. Disciplinas como la sociología, la geografía, la psicología, la antropología y la economía atravesaron redefiniciones en cuanto aparece la mujer (sexo) como objeto de estudio separado del género. Dejan de lado el paradigma del determinismo biológico y aparece una construcción racional de la relación de la sociedad con la mujer.
El género como construcción social y no biológica originariamente es una construcción teórica creada por médicos, psicoanalistas, etnólogos y sexólogos como John Money o Robert Stoller, quienes propusieron distinguir el concepto de sexo del de género, es decir, separar los rasgos biológicos, fisiológicos, cromosómicos y genéticos del macho y de la hembra humanos de la construcción social que se hace de esas diferencias biológicas sexuales. Por ejemplo: el rosa y los juguetes domésticos para las niñas y el azul o celeste y los juguetes de acción y guerra para los niños. Eso es género. A partir de la década de 1970, hasta los 90, las feministas van a hacer suyo los estudios de género. El género, desde la perspectiva de los estudios de género feminista, es lo que la sociedad dice que una mujer debe ser y lo que no debe ser.
El feminismo no cuestiona, de este modo, únicamente la construcción de la feminidad y de la mujer, sino también la construcción de la masculinidad y del varón, puesto que tanto la primera como la segunda forman parte del sistema sexo/género, al que dio forma y que supone en la actualidad una categoría de análisis antropológica. Según Gayle Rubin, el sistema sexo/género asigna características culturales y, en consecuencia, artificiales y perfectamente modificables, a cada uno de los sexos, opresión del patriarcado que no sería inevitable, sino consecuencia de las relaciones sociales que organizan el llamado sistema sexo/género. Es decir, para cada sexo biológico correspondería determinado género. A los machos humanos les corresponde la masculinidad y a las hembras la feminidad, con un sistema de jerarquía donde el varón opresor ocuparía un puesto superior y dominaría a la mujer, en situación de subordinación y oprimida. Las diferencias generarían desigualdades jerárquicas, diferencias biológicas y relaciones políticas entre los sexos que, gracias al género, resultan desiguales y asimétricas en la vida social, jurídica, política, sexual, en el desarrollo económico, el acceso a la tierra, a la educación, a la cultura y al trabajo. De acuerdo con Marcela Lagarde, las cinco claves de la opresión de género son la inferiorización, la discriminación, la exclusión, la marginación y la expropiación de las mujeres.

### Androcentrismo

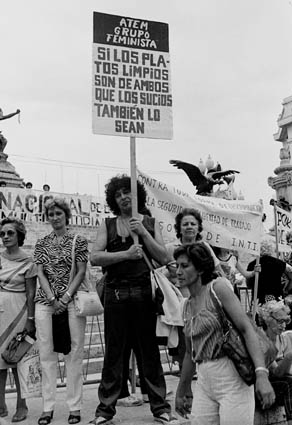
Protestas en Argentina en el día de la Mujer de 1984, después de que la fecha fue institucionalizada.

El «androcentrismo» es la visión del mundo y de las relaciones sociales centrada en el punto de vista masculino. El androcentrismo convierte la visión del varón en la única posible y establece una serie de paradigmas de estudio y análisis de la realidad, que además incluyen los sesgos raciales, de clase y de edad del sector dominante de la sociedad.
En el contexto de la investigación social, un estudio con enfoque androcéntrico sería «un estudio, análisis o investigación desde la perspectiva masculina únicamente, y utilización posterior de los resultados como válidos para la generalidad de los individuos, hombres y mujeres».
La práctica totalidad de la producción intelectual ha sido, hasta bien entrado el siglo XX, de carácter androcentrista, siendo ésta circunstancia instrumental para la creación de la identidad femenina a la medida del varón (sector masculino de la sociedad).[cita requerida]
Dado que a lo largo de la historia de la humanidad, la parte masculina (y propietaria, de raza blanca y de edad adulta) de la sociedad ha sido la que ha escrito y teorizado sobre la sociedad, el androcentrismo es una consecuencia a la vez que una condición posibilitadora de este dominio. El androcentrismo se extiende a todos los ámbitos de la sociedad en general y de la producción intelectual en particular, afectando a ámbitos como la escuela y sus materiales educativos, los medios de comunicación, la producción científica, la administración pública, la sanidad, la justicia, entre otros.
El sesgo androcéntrico de la producción intelectual de una sociedad, además de su carácter «de género», incluye otras condiciones ventajosas como la clase social, el color, la etnia o la edad. Los privilegios de estas condiciones sociales convierten la visión del varón blanco, adulto y propietario en la única posible, posibilitando el monopolio de la visión intelectual de la sociedad.
Un claro ejemplo de androcentrismo se encuentra en el décimo mandamiento bíblico:

No codiciarás la casa de tu prójimo; no codiciarás la mujer de tu prójimo, ni su siervo, ni su sierva, ni su buey, ni su asno, ni nada que sea de tu prójimo.

## Religión y feminismo
La teología feminista es un movimiento que reconsidera las tradiciones, prácticas, escrituras y teologías de las religiones desde una perspectiva feminista. Algunos de los objetivos de la teología feminista incluyen aumentar el papel de la mujer entre el clero y las autoridades religiosas, reinterpretar las imágenes y el lenguaje dominados por los hombres sobre Dios, determinar el lugar de la mujer en relación con la carrera y la maternidad, y estudiar las imágenes de la mujer en el ámbito de la religión.
El feminismo cristiano es una rama de la teología feminista que busca reinterpretar y comprender el cristianismo a la luz de la equidad entre mujeres y hombres. Si bien no existe un conjunto estándar de creencias entre las feministas cristianas, la mayoría está de acuerdo en que Dios no discrimina basándose en características determinadas biológicamente, como el sexo. El feminismo islámico se preocupa por el papel de la mujer en el Islam y aspira a la plena igualdad de todos los musulmanes, independientemente del género, en la vida pública y privada. Aunque tienen sus raíces en el Islam, las pioneras del movimiento también han utilizado discursos feministas seculares y occidentales. Los defensores del movimiento buscan resaltar las enseñanzas de igualdad profundamente arraigadas en el Corán y alentar un cuestionamiento de la interpretación patriarcal de la enseñanza islámica a través del Corán, los hadices (dichos de Mahoma) y la sharía (ley) hacia la creación de una sociedad más igualitaria y justa. El feminismo judío busca mejorar el estatus religioso, legal y social de las mujeres dentro del judaísmo y abrir nuevas oportunidades de experiencia religiosa y liderazgo para las mujeres judías.

## El feminismo de lo común
El feminismo de lo común surge como una propuesta desafiante que cuestiona los pilares del capitalismo patriarcal y promueve nuevas perspectivas para la organización social. En contraposición al individualismo y la explotación, en enfoque, aboga por el trabajo comunitario y la gestión colectiva de los recursos como pilares de una sociedad más justa y sostenible.

### Repensando la propiedad y la comunidad
El feminismo de lo común propone un replanteamiento radical de la noción de propiedad. En lugar de basarse en la posesión individual y la acumulación, este enfoque defiende la gestión comunitaria de bienes y recursos, como la tierra, los bosques, los espacios públicos y los animales. Esta visión reconoce la interdependencia entre las personas y el medio ambiente, promoviendo una relación de cuidado y respeto mutuo. 

### Mujeres impulsoras del «pensamiento de lo común»
- Silvia Federici- Filósofa y activista feminista italiana. Ha sido una de las principales teóricas del feminismo de lo común, argumentando que el control sobre el cuerpo de las mujeres es un asunto político clave para el capitalismo.[106]

- Raquel Gutiérrez Aguilar - México - Socióloga y activista, feminista mexicana. Es una impulsora del pensamiento de Federici en América Latina y cocreadora de una vertiente del feminismo de lo común. Sostiene que lo común produce un orden simbólico que da sentido a las formas de reciprocidad de la vida en común.
- Yuderkys Espinosa - Feminista y activista dominicana. Considera que el feminismo de lo común es una forma de ordenar el mundo, de ser y estar en común o comunidad, desde una perspectiva disidente y decolonial.[106]
- Lorena Cabnal - Guatemala - socióloga de Guatemala que lucha por la disputa feminista del cuerpo como territorio, defendiéndolo desde el feminismo comunitario. Menciona que no se habla de género en la comunidad, pero sí plantea la desamortización en la red de la vida.
- Julieta Paredes junto con María Galindo y Mónica Mendoza fundaron Mujeres Creando, [107] que posteriormente lo nombraría feminismo comunitario al ver que el feminismo podía llegar a tener influencias autónomas y anarquistas.

## Participación del varón
En la teoría feminista se ha explorado la construcción social de la masculinidad hegemónica y sus implicaciones para el objetivo de la igualdad de género. Se considera problemática la construcción social de dicha masculinidad que asocia a los hombres con la agresión y la competencia, y refuerza las relaciones de género patriarcales y desiguales. Las culturas predominantemente machistas son criticadas por «limitar las formas de masculinidad» disponibles para el hombre. Varias feministas están comprometidas con el activismo en cuestiones masculinas, como llamar la atención sobre las víctimas masculinas de violación y agresión conyugal y abordar las expectativas sociales negativas para los varones.
También se ha fomentado la participación masculina y la consideran una estrategia importante para lograr el pleno compromiso social. Muchos hombres feministas y profeministas participan activamente tanto en el activismo por los derechos de la mujer como en los temas especificos del varón. Sin embargo, algunos sostienen que si bien el compromiso masculino con el feminismo es necesario, resulta problemático debido a las arraigadas influencias sociales del patriarcado en las relaciones de género. El consenso actual en las teorías feministas y de masculinidad es que hombres y mujeres deben cooperar para lograr los objetivos más amplios en la causa.
El debate de si los varones pueden llamarse a sí mismos como «feministas», al ser una palabra que se reserva a las mujeres, ha llevado a que algunos adopten otros términos como «aliado», «profeminista», «antimachista» o «desertor del patriarcado». No obstante, también están quienes no utilizan ninguna etiqueta, pero que combaten el machismo en su vida cotidiana.

## Críticas

### Aspectos teóricos
Una de las corrientes del feminismo de tercera ola, el ecofeminismo, ha recibido críticas contra el por su carácter esencialista, lo que ha llevado al rechazo de tal denominación por las feministas que se definen también como ecologistas. Tal esencialismo se interpreta como una visión dicotómica y estricta, un dualismo que en el fondo sigue enfocándose en diferencias de género, y no en aspectos comunes, hasta el punto de relacionar el ser mujer con una supuesta moralidad superior, y tender a mostrar a los varones «con una capacidad innatamente inferior en áreas de desempeño consideradas significativas», por ejemplo, al atribuirles fenómenos como la violencia, y a desligarles de valores como la paz, sin haber evidencias científicas y prácticas que respalden estas relaciones. Este punto de vista ha sido denunciado como innecesario por el propio feminismo y como ideología sexista.
Según el psicólogo Sebastián Girona, las posturas más radicales del movimiento feminista, a diferencia de aquellas que son más moderadas, achacan a los hombres toda la responsabilidad de la opresión que han lidiado las mujeres en base a su sexo a lo largo de la historia, sin reconocer la contribución que estas últimas han hecho para su existencia. Esta perspectiva puede conducir a culpar al hombre de todos los males sociales, y en algunos casos puede devenir en un odio o aversión llamado técnicamente misandria, que se puede manifestar abierta o sutilmente.
El movimiento feminista también ha recibido críticas desde ideologías conservadoras. Por ejemplo, la periodista Naomi Schaefer Riley, sostiene que el feminismo ha perjudicado a las mujeres y a las familias al promover una cultura que supuestamente considera las relaciones sexuales casuales como «empoderantes», rechaza la necesidad de la presencia del hombre en el hogar y minusvalora el trabajo doméstico de las mujeres, a la vez que invita a la victimización de la mujer. En la misma vena, la actriz Alessandra Cantini, candidata del partido Forza Italia opina que el feminismo promueve un terrorismo de género y que las reivindicaciones del mismo obedecen al propósito de derribar el orden capitalista. La economista paleolibertaria Vanessa Vallejo ve un vínculo entre medidas como leyes de cuotas o cupos y el colectivismo y el autoritarismo político. Tanto Vallejo como Cantini denuncian la forma en que estas medidas podrían atentar contra principios como la libertad empresarial, o la meritocracia.
Las críticas hacia tendencias totalitarias del feminismo radical, provienen también del sector del feminismo igualitario. Por ejemplo, Camille Paglia y Christina Sommers acusan a las «feministas de género» de encasillar a las mujeres en el rol de víctimas del patriarcado y lamentan una supuesta deriva hacia la intolerancia y la censura del feminismo hacia los puntos de vista disidentes en las instituciones académicas. Dicha rama también ha sido criticada por posturas transfóbicas y promover lo que se denomina como «borrado de la mujeres»; de ahí que se creara el acrónimo TERF (trans-exclusionary radical feminist, traducido como «feminismo radical trans-excluyente»).
Además, ramas como el feminismo separatista se han visto apoyadas por la segregación sexual bajo el argumento de evitar la violencia sexual, que a pesar de lo que comenta la activista feminista Victoria Robles Sanjuán: «La segregación por sexos es una forma descarada de discriminación» se ha aplicado en lugares públicos y enseñanza.

### Movimiento del desacuerdo
Algunos colectivos que incluían hombres y mujeres han mostrado su desacuerdo contra el feminismo, como fue el caso de la campaña en Internet llamada «Mujeres contra el feminismo» de 2014 en reacción a la campaña «#YesAllWomen», o el «Frente de hombres contra el feminismo» en Alemania. En 2013 el patriarca Kirill de la Iglesia ortodoxa de Rusia cuestionó al feminismo argumentando que «es muy peligroso y puede destruir Rusia».
En los primeros años de la década de 1990 el periodista conservador estadounidense Rush Limbaugh comenzó a difundir el término peyorativo «feminazi», asociando algunas corrientes feministas con el nazismo. El término ha sido criticado por promover la creencia de que Adolf Hitler era feminista. La activista Gloria Steinem ha criticado también a Limbaugh, exponiendo cómo éste apoya la mayoría de las posturas que el nazismo tenía contra el feminismo, incluyendo la prohibición del aborto.
También el ejecutivo de medios Steve Bannon, jefe de Asesores del dos veces presidente estadounidense Donald Trump y director del medio de extrema derecha Breitbart News, y Milo Yiannopoulos, periodista británico de extrema derecha, sostuvieron que el feminismo era una enfermedad como el cáncer.

## Feminismos
- Portal:Feminismo. Contenido relacionado con Feminismo.

- Teoría feminista
- Anarcofeminismo
- Ciberfeminismo
- Ecofeminismo
- Feminismo blanco
- Feminismo cristiano
- Feminismo islámico
- Feminismo masculino
- Feminismo negro
- Feminismo descolonial
- Feminismo de género
- Feminismo de la diferencia
- Feminismo de la igualdad
- Feminismo filosófico
- Feminismo chicano
- Feminismo gitano
- Feminismo lésbico
- Feminismo liberal
- Feminismo radical
- Movimiento 4B
- Feminismo socialista
- Feminismo poscolonial
- Teología feminista
- Profeminismo
- Antifeminismo
- Feminismo de paja
- Segregación sexual
- Teoría política feminista

Por país
- Feminismo en Argentina
- Feminismo en Chile
- Feminismo en Ecuador
- Feminismo en Honduras
- Feminismo en India
- Feminismo en Japón
- Feminismo en México
- Feminismo en Paraguay